# Fähnrich
Fähnrich è un grado militare di aspirante ufficiale nelle forze armate tedesche e olandesi e il grado più basso tra gli ufficiali nelle forze armate austriache.

## Etimologia
La parola "Fähnrich" deriva dall'alto tedesco antico faneri, dall'alto tedesco medio venre e dal alto tedesco protomoderno venrich ed è quindi correlata alla parola moderna "bandiera" (tedesco: Fahne) nel senso della bandiera delle truppe che un tempo il Fähnrich doveva portare. La parola Fähnrich deriva da un antico titolo militare tedesco, ovvero Fahnenträger (letteralmente: portabandiera), e divenne un grado militare ben distinto il 1º gennaio 1899. Nella cavalleria, la denominazione del grado "cornetta" si è sviluppata in modo analogo, che risale al francese cornetta (tedesco: cornette, bandiera del cavaliere o stendardo). Nella lingua inglese, i gradi correlati alla parola inglese Ensign (dal latino: signum) indicano il portabandiera delle truppe; il grado è presente nella US Navy omologo del guardiamarina della Marina Militare Italiana. L'origine delle denominazioni dei gradi di Praporščik e Chorąży hanno analoga origine.

## Storia
Il grado di Fähnrich, che letteralmente significa "Portastendardo", è presente anche nelle forze armate  di paesi aventi legami storici con il sistema di gradi tedesco, come nei Paesi Bassi (Vaandrig), Svezia (Fänrik), in Norvegia e Danimarca (Fændrik), in Russia (cirillico: Фендрик; traslitterato: Fendrik) e Finlandia (Fendrik) essendo stata la Finlandia per due secoli sotto il dominio dell'Impero russo, mentre attualmente la denominazione del grado in Finlandia è Vänrikki in finlandese e Fänrik in svedese.
Il grado è equivalente nelle forze armate italiane all'aspirante ufficiale. Nella Marina Militare Italiana il grado corrisponde all'aspirante guardiamarina che gli allievi ufficiali conseguono alla frequenza del terzo anno dell'Accademia navale. Nell'Aeronautica Militare Italiana, gli allievi ufficiali del 3º anno dell'Accademia Aeronautica vengono nominati "aspirante ufficiale", ma a differenza di quanto accade per gli allievi della Accademia Navale, si tratta di una qualifica e non di un grado, in quanto il passaggio di status da allievo ad ufficiale avviene solo in occasione della nomina a sottotenente.
Nelle rimanenti forze armate italiane, Esercito e Carabinieri, gli allievi ufficiali al termine del secondo anno dell'Accademia Militare di Modena, lasciano l'istituto, vengono promossi al grado di sottotenente e con questo grado iniziano gli studi del terzo anno di formazione, rispettivamente presso la Scuola di Applicazione di Torino, nel caso dell'Esercito, e la Scuola ufficiali carabinieri.

## Germania
Nelle forze armate tedesche la denominazione del grado è Fähnrich nell'Esercito e nell'Aeronautica mentre nella Deutsche Marine la denominazione del grado è Fähnrich zur See. L'aspirante ufficiale tedesco presta servizio inizialmente equiparato ad un sottufficiale diventando alla fine del suo percorso di formazione ufficiale a pieno titolo.
Il grado è articolato su tre livelli: Fahnenjunker, Fähnrich e Oberfähnrich, rispettivamente equiparati a Stabsunteroffizier, Feldwebel e Oberfeldwebel dell'Esercito e dell'Aeronautica tedesca e omologhi nell'Esercito e nell'Aeronautica Militare Italiana omologhi rispettivamente ai gradi di sergente, sergente maggiore e sergente maggiore capo.
Nella Deutsche Marine la corrispettiva denominazione dei gradi è Seekadett (letteralmente cadetto del mare), Fähnrich zur See e Oberfähnrich zur See rispettivamente equiparati nella marina tedesca ai gradi di Obermaat, Bootsmann e Oberbootsmann, equiparabili nella Marina Militare Italiana rispettivamente ai gradi secondo capo secondo capo scelto e secondo capo aiutante.
Il grado di Oberfähnrich zur See è equipadabile nella Marina Militare Italiana al grado di aspirante guardiamarina.
| Fahnenjunker (aspirante ufficiale equivalente a Stabsunteroffizier) | OR-5 | Jacke Dienstanzug Heeresuniformträger Panzertruppe        | Jacke Dienstanzug Luftwaffenuniformträger | Schulterklappe Dienstanzug Marineuniformträger 30er Verwendungsreihen                        | Ärmelabzeichen Dienstanzug Marineuniformträger 20er Verwendungsreihen                        | Seekadett (aspirante ufficiale equivalente a Obermaat)                 |
| Fähnrich (aspirante ufficiale equivalente a Feldwebel)              | OR-6 | Jacke Dienstanzug Heeresuniformträger Pioniertruppe       | Jacke Dienstanzug Luftwaffenuniformträger | Schulterklappe Dienstanzug Marineuniformträger 30er Verwendungsreihen                        | Ärmelabzeichen Dienstanzug Marineuniformträger 60er Verwendungsreihen                        | Fähnrich zur See (aspirante ufficiale equivalente a Bootsmann)         |
| Oberfähnrich (aspirante ufficiale equivalente a Oberfeldwebel )     | OR-7 | Jacke Dienstanzug Heeresuniformträger Heeresfliegertruppe | Jacke Dienstanzug Luftwaffenuniformträger | Schulterklappe Dienstanzug Marineuniformträger (Truppendienst oder militärfachlicher Dienst) | Ärmelabzeichen Dienstanzug Marineuniformträger (Truppendienst oder militärfachlicher Dienst) | Oberfähnrich zur See (aspirante ufficiale equivalente a Oberbootsmann) |

### Repubblica Democratica Tedesca
Nella Nationale Volksarmee  della Repubblica Democratica Tedesca Fähnrich (abbreviato: Fähnr / negli elenchi: FR) è stato un grado militare dell'Esercito popolare nazionale, della Forza aerea e difesa aerea, della Volksmarine e delle Truppe di frontiera della Repubblica Democratica Tedesca, dal 1973 al 1990. Il periodo di servizio minimo per questo particolare tipo di specialista militare era di 15 anni.
Il modo ufficiale, in linea con il manuale della Nationale Volksarmee, di rivolgersi formalmente ai militari con il grado Fähnrich era Genosse/Genossin Fähnrich (italiano: compagno Fähnrich).
In linea con l'ordinanza ministeriale n. 168/73, il grado Fähnrich fu introdotto nel 1973 come una nuova carriera autonoma nell'esercito, nella Volksmarine e nelle truppe di frontiera della Repubblica Democratica Tedesca. il grado può essere paragonato ai Warrant officer delle forze armate americane. 
Nel 1979 furono istituiti tre gradi aggiuntivi superiori al grado di Fähnrich: Oberfähnrich, Stabsfähnrich e Stabsoberfähnrich. Con quella decisione il gruppo dei Fähnrich venne situato tra i gradi di ufficiale e di sottufficiale.
Con questa decisione l'amministrazione della Nationale Volksarmee seguiva la dottrina militare sovietica, che introdusse nell'Armata Rossa il grado Praporščik (russo: пра́порщик) nel 1972, insieme al grado di Mičman (russo: ми́чман; "guardiamarina") nella Marina sovietica. 
I gradi di Fähnrich venivano utilizzati anche nella Sicurezza dello Stato della Repubblica Democratica Tedesca (tedesco: DDR Staatssicherheit - Stasi) e nella protezione civile della DDR (tedesco: Protezione civile della DDR - ZV).
Il Fähnrichkorps avrebbe dovuto fornire "militari di ferma prolungata" altamente specializzati al di sotto del livello di ufficiale e colmare una lacuna di competenze nelle carriere tecniche. Mentre i sottufficiali avevano il Meisterabschluss Meisterprüfung (tedesco: Esame di laurea magistrale), gli ufficiali completavano la loro formazione presso le Offiziershochschulenhochschulen (Collegi degli ufficiali) con un diploma in ingegneria, scienze militari o scienze sociali, per i Fähnriche della Nationale Volksarmee l'obiettivo era una formazione tecnica specializzata.
I primi sottufficiali con maggiore anzianità di servizio, avanzati di solito nel grado di Stabsfeldwebel, furono promossi al grado di Fähnrich, anche senza avere una qualifica conseguita presso un istituto tecnico specializzato e questo ha permesso loro di trattenere specialisti che altrimenti sarebbero andati in congedo dopo dieci anni di servizio.
Successivamente, solo gli allievi Fähnrich potevano essere nominati Fähnrich dolo dopo aver completato con successo un corso di formazione biennale presso una scuola tecnica militare o una scuola ufficiali della Repubblica Democratica Tedesca. Questa formazione veniva svolta in parte all'interno del ramo delle forze armate in cui il militare prestava servizio, ad esempio per le forze aeree della Nationale Volksarmee, veniva effettuata presso la Scuola tecnica militare della Luftstreitkräfte und Luftverteidigung der Deutschen Demokratischen Republik "Harry Kuhn". Durante questo addestramento, i soldati indossavano i gradi di Fähnrich che corrispondevano al loro ramo di servizio.
|        | Aeronautica, Esercito, truppe di frontiera | Aeronautica, Esercito, truppe di frontiera | Aeronautica, Esercito, truppe di frontiera | Aeronautica, Esercito, truppe di frontiera | Aeronautica, Esercito, truppe di frontiera | Volksmarine            | Volksmarine       | Volksmarine     | Volksmarine | Volksmarine                        | Volksmarine                        |
| Colore | truppe corazzate                           | corpo degli ingegneri                      | truppe aviotrasportate                     | truppe di frontiera                        | Uniforme campale                           | Marina                 | Marina            | Marina          | Marina      | Marina                             | Marina                             |
|        |                                            |                                            |                                            |                                            |                                            |                        |                   |                 |             |                                    |                                    |
|        | Stabsoberfähnrich                          | Stabsfähnrich                              | Oberfähnrich                               | Fähnrich                                   | Fähnrichschüler                            | Stabsoberfähnrich      | Stabsfähnrich     | Oberfähnrich    | Fähnrich    | Fähnrichschüler (allievo Fähnrich) | Fähnrichschüler (allievo Fähnrich) |
|        | (Fähnrich capo scelto)                     | (Fähnrich scelto)                          | (Fähnrich capo)                            | (Fähnrich)                                 | (Allievo fähnrich 2º anno di corso)        | (Fähnrich capo scelto) | (Fähnrich scelto) | (Fähnrich capo) | (Fähnrich)  | (Allievo 2º anno)                  | (Allievo 1º anno)                  |

Distintivo da braccio «Fähnrich» 1973-1979
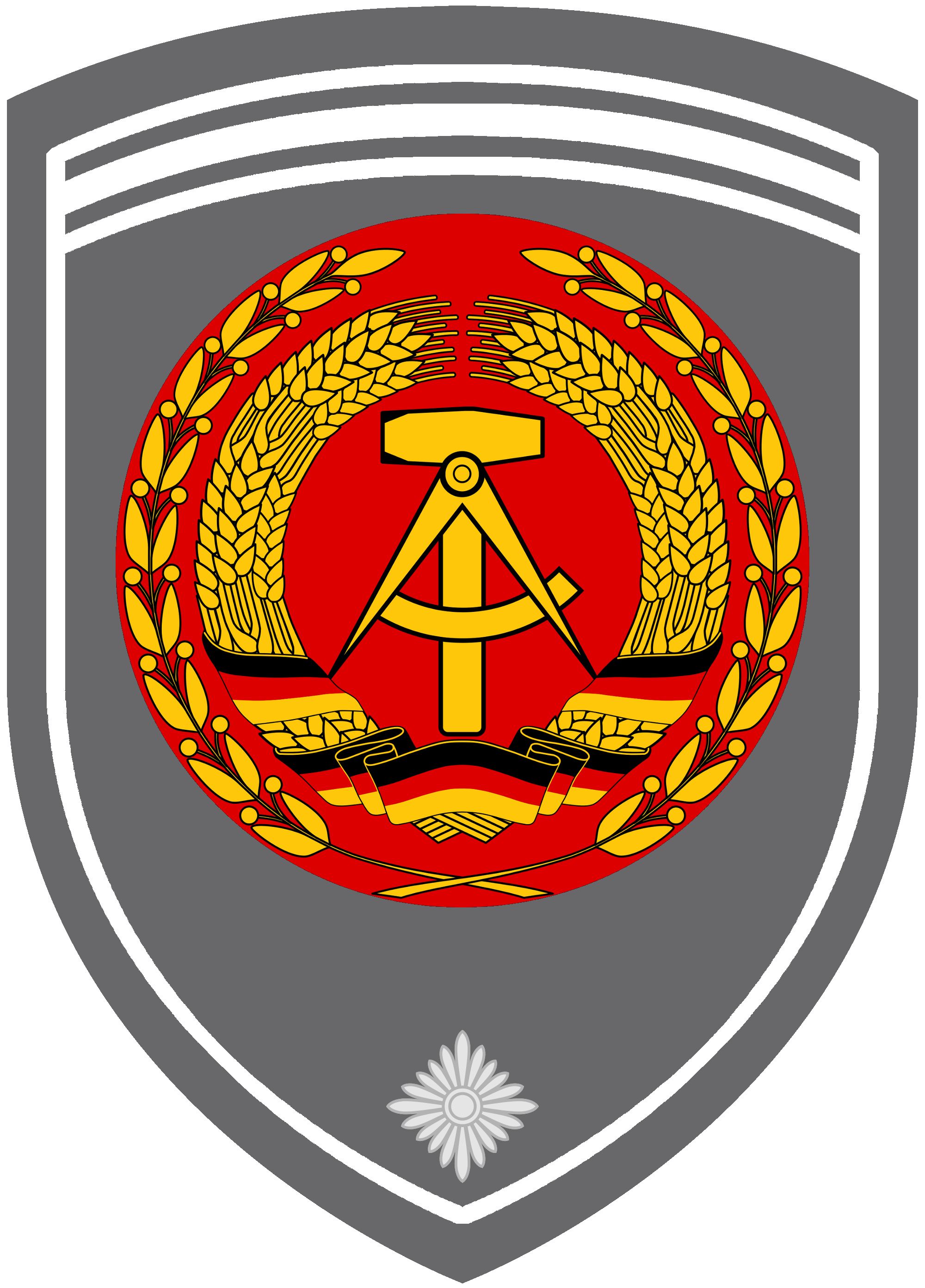
… 1 stella, 10 anni di servizio (Esercito, Aeronautica, Truppe di confine)
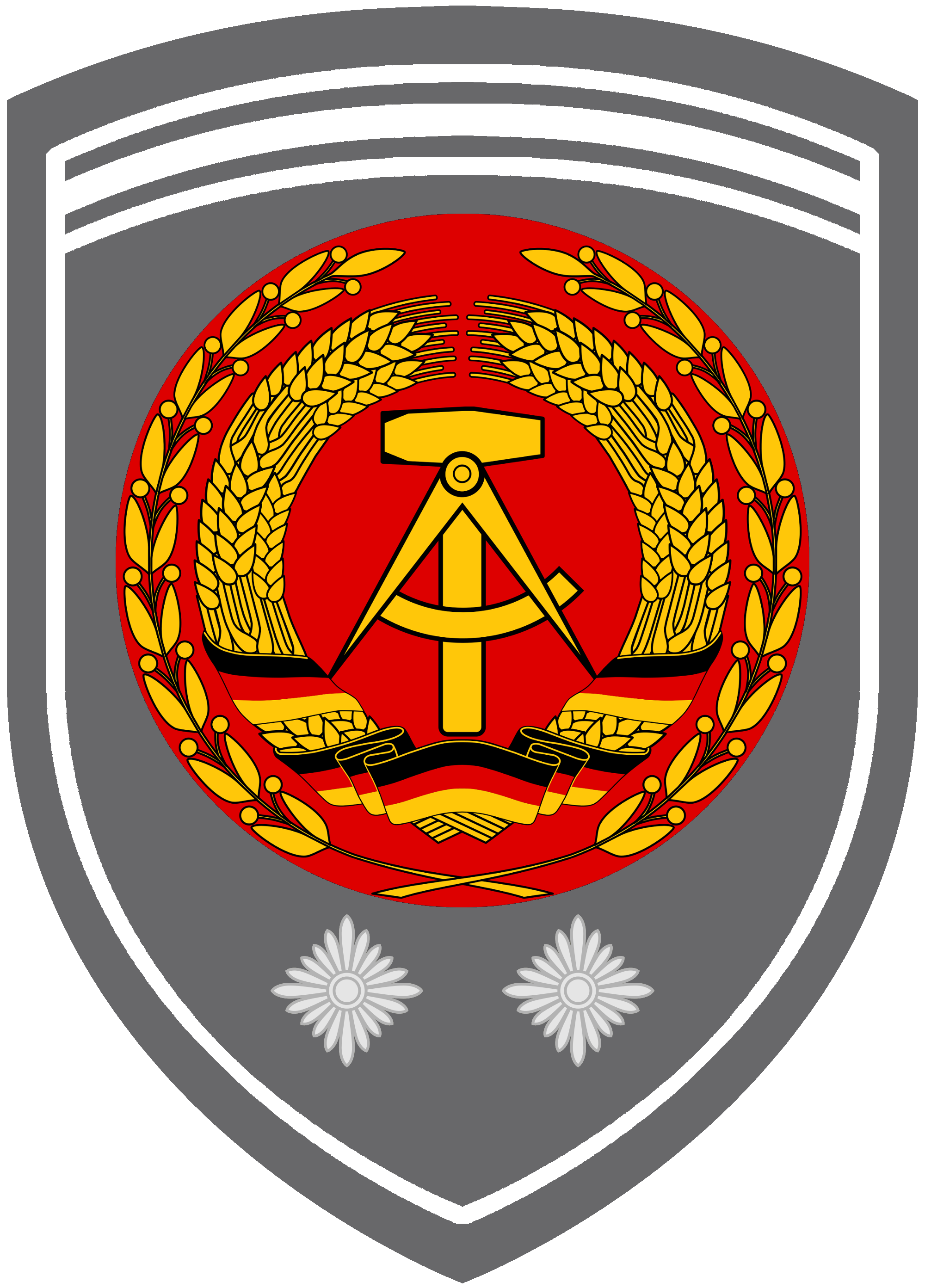
… 2 stelle, 15 anni di servizio (Esercito, Aeronautica, Truppe di confine)
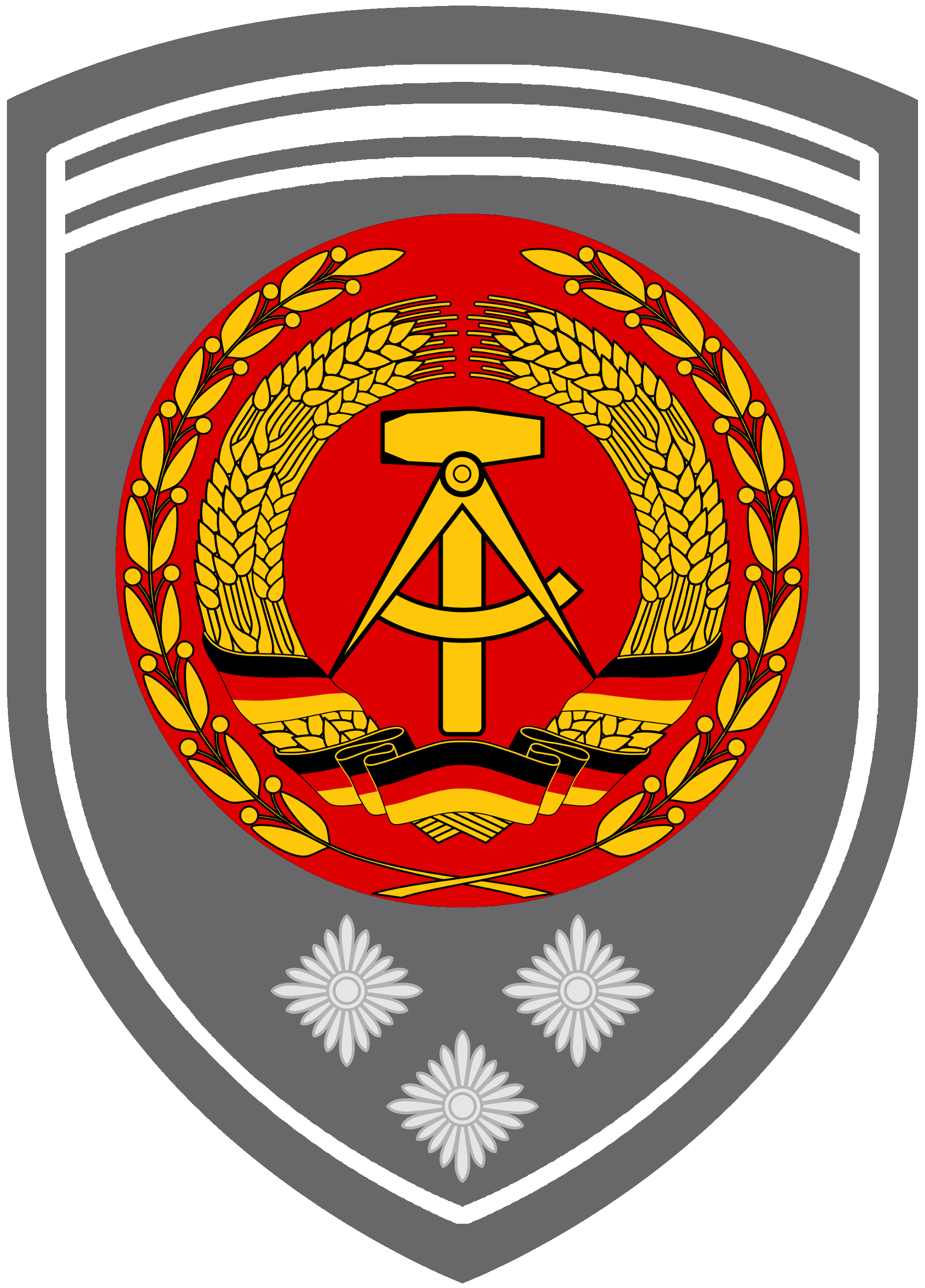
… 3 stelle, 20 anni di servizio (Esercito, Aeronautica, Truppe di confine)
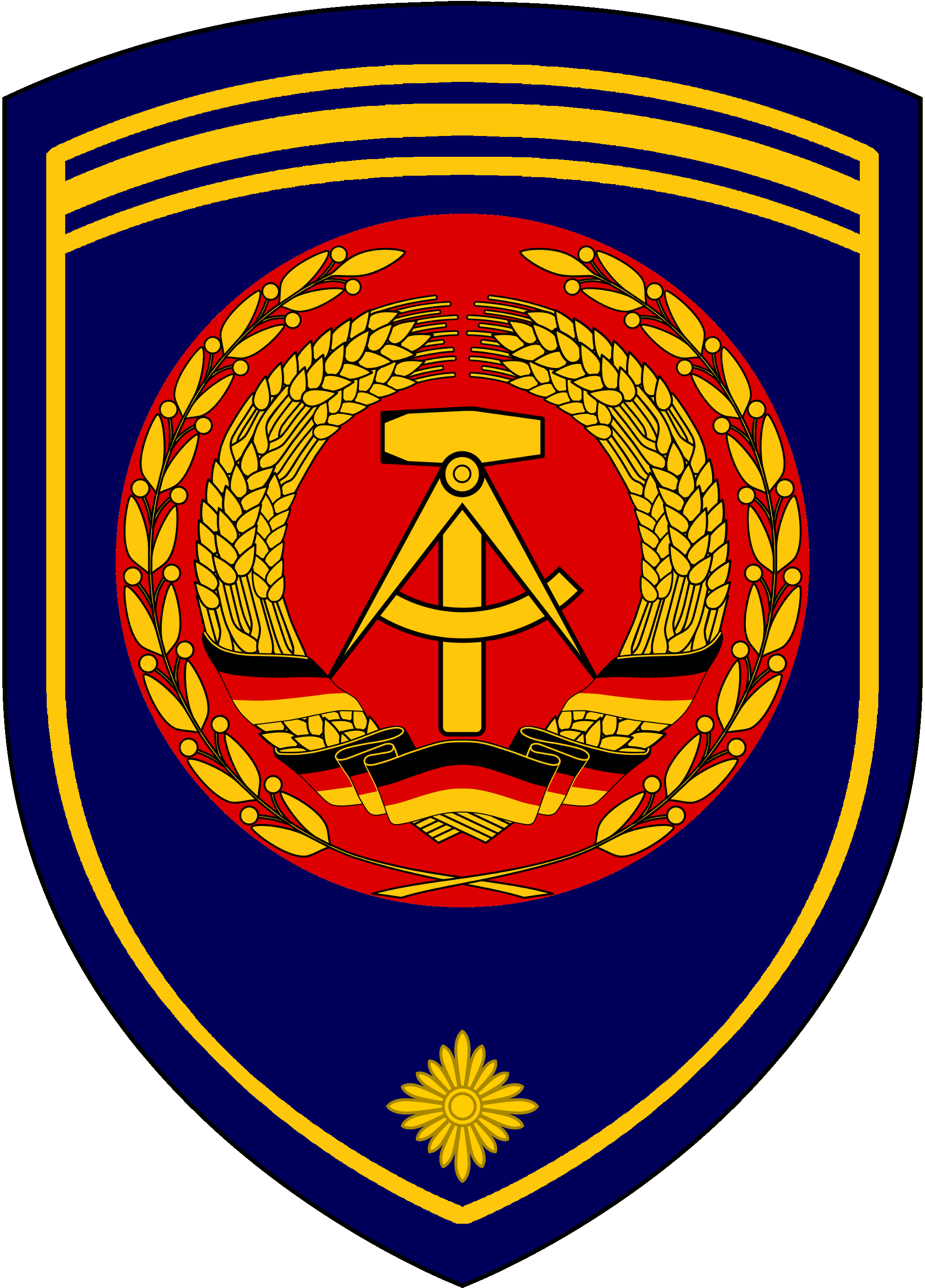
… 1 stella, 10 anni di servizio (Marina)
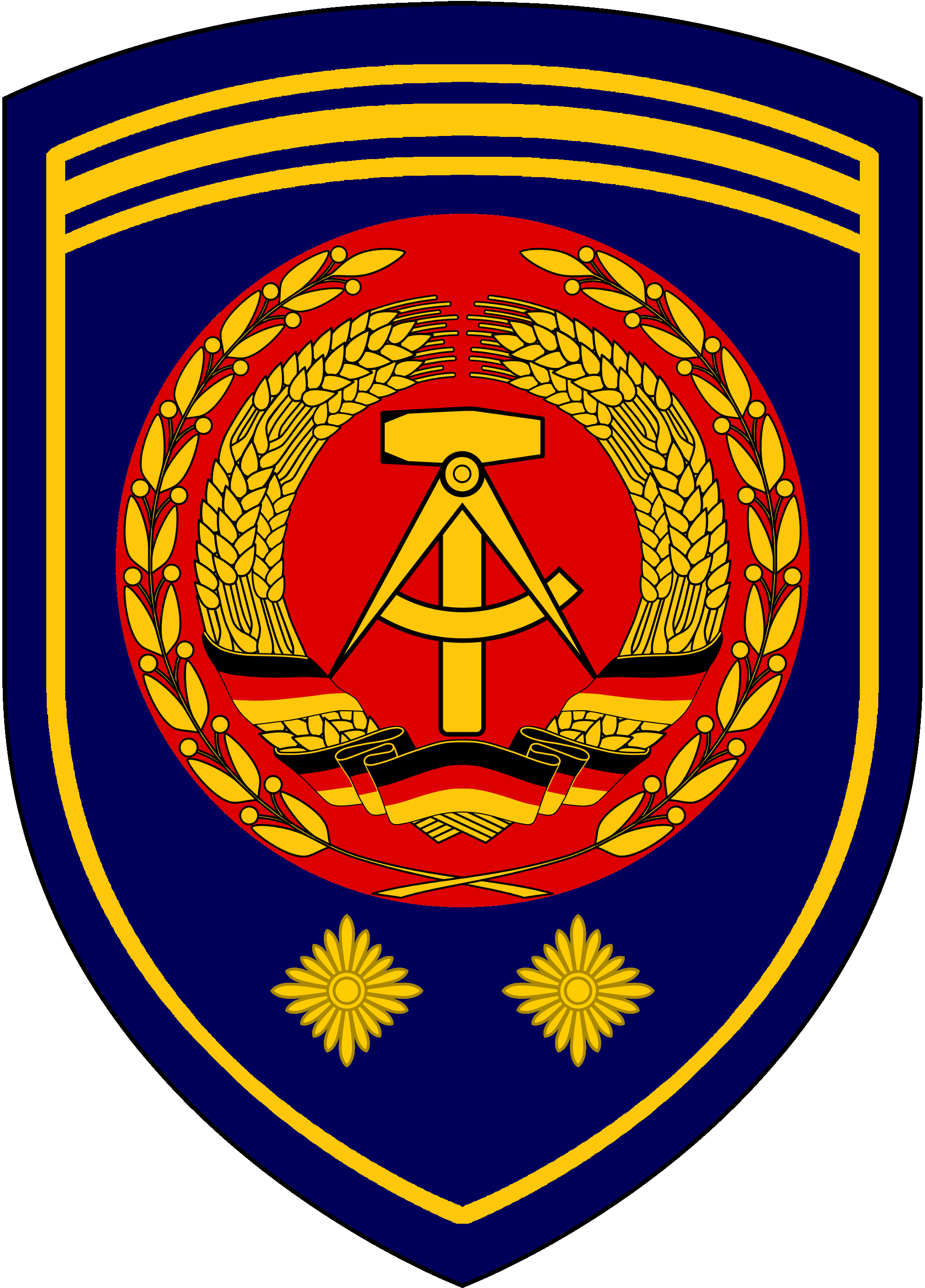
… 2 stelle, 15 anni di servizio (Marina)
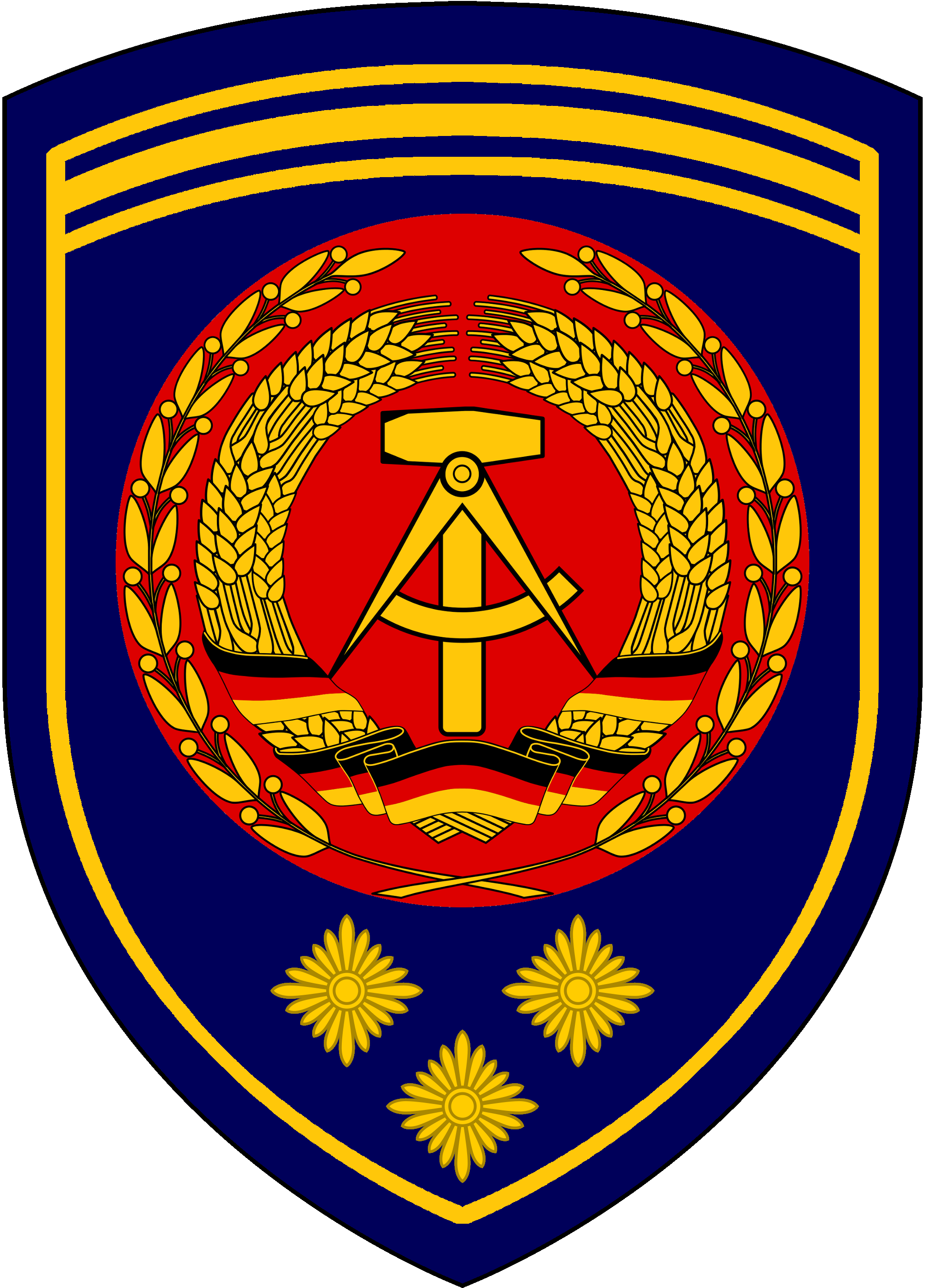
… 3 stelle, 20 anni di servizio (Marina)

## Patto di Varsavia
Su raccomandazione dell'Unione Sovietica questo nuovo grado venne istituito nelle forze armate nella maggior parte dei paesi del Patto di Varsavia. Tuttavia questi paesi hanno seguito questo approccio con designazioni di grado differenti dalla designazione del grado russo di Praporščik e Mičman, utilizzando designazioni di grado storico al fine di sottolineare le tradizioni nazionali.
- Cecoslovacchia ⇒ Praporčík o Poddůstojník
- Ungheria ⇒ Zászlós
- Polonia ⇒ Chorąży / Chorąży marynarki
- Romania ⇒ Maistru militar (Maistru militar clasa V, Maistru militar clasa IV, Maistru militar clasa III, Maistru militar clasa a II, Maistru militar clasa I, Maistru militar principal)
- Unione Sovietica ⇒  Прапорщик (Praporščik) / мичман (Mičman)

## Norvegia
Nelle Forze armate norvegesi Fenrik è il grado più basso tra gli ufficiali, omologo del Sottotenente dell'Esercito e dell'Aeronautica e al Guardiamarina della Marina Militare Italiana.
| Kongelige Norske Hæren | Kongelige Norske Hæren | Kongelige Norske Sjøforsvaret | Kongelige Norske Sjøforsvaret | Kongelige Norske Luftforsvaret | Kongelige Norske Luftforsvaret |
| ---------------------- | ---------------------- | ----------------------------- | ----------------------------- | ------------------------------ | ------------------------------ |
| Fenrik                 |                        | Fenrik                        |                               | Fenrik                         |                                |

## Paesi Bassi
Nelle forze armate olandesi sono designati Vaandrig i cadetti dell'ultimo anno dell'aeronautica reale e dell'esercito reale eccetto quelli delle armi di cavalleria e artiglieria per i quali viene utilizzato Kornet come per gli ufficiali cadetti dell'ultimo anno della Konijnkle Marechaussee mentre per i cadetti della marina reale e del Korps Mariniers sono designati Adelborst.
| Koninklijke Landmacht                                  | Koninklijke Landmacht | Koninklijke Luchtmacht | Koninklijke Luchtmacht | Koninklijke Marine                                               | Koninklijke Marine | Korps Mariniers                                                  | Korps Mariniers | Koninklijke Marechaussee | Koninklijke Marechaussee |
| ------------------------------------------------------ | --------------------- | ---------------------- | ---------------------- | ---------------------------------------------------------------- | ------------------ | ---------------------------------------------------------------- | --------------- | ------------------------ | ------------------------ |
| Vaandrig/Kornet Vaandrig Kornet (Cavalerie/Artillerie) |                       | Vaandrig               |                        | Adelborst - Adelborst - Korporaal-adelborst - Sergeant-adelborst |                    | Adelborst - Adelborst - Korporaal-adelborst - Sergeant-adelborst |                 | Kornet                   |                          |